# PARC Management
PARC Management è un'azienda statunitense attiva nel settore dei parchi di divertimento.

## Storia
La compagnia fu fondata nel 2002 da un gruppo di manager che avevano in precedenza lavorato per altre catene di parchi di divertimento, tra cui Six Flags, Ogden Entertainment e Alfa SmartParks. I manager hanno iniziato una politica di acquisizione di parchi presso catene in difficoltà costrette a vendere parte delle loro strutture.
La prima operazione di grande importanza della compagnia fu l'acquisto nel 2007 di 7 parchi di divertimento da Six Flags per 312 milioni di dollari.
Nel 2008 la compagnia ha comprato il Magic Springs and Crystal Falls di Hot Springs (Arkansas), il Myrtle Waves e 5 autodromi del circuito NASCAR.